# 小豆坂の戦い

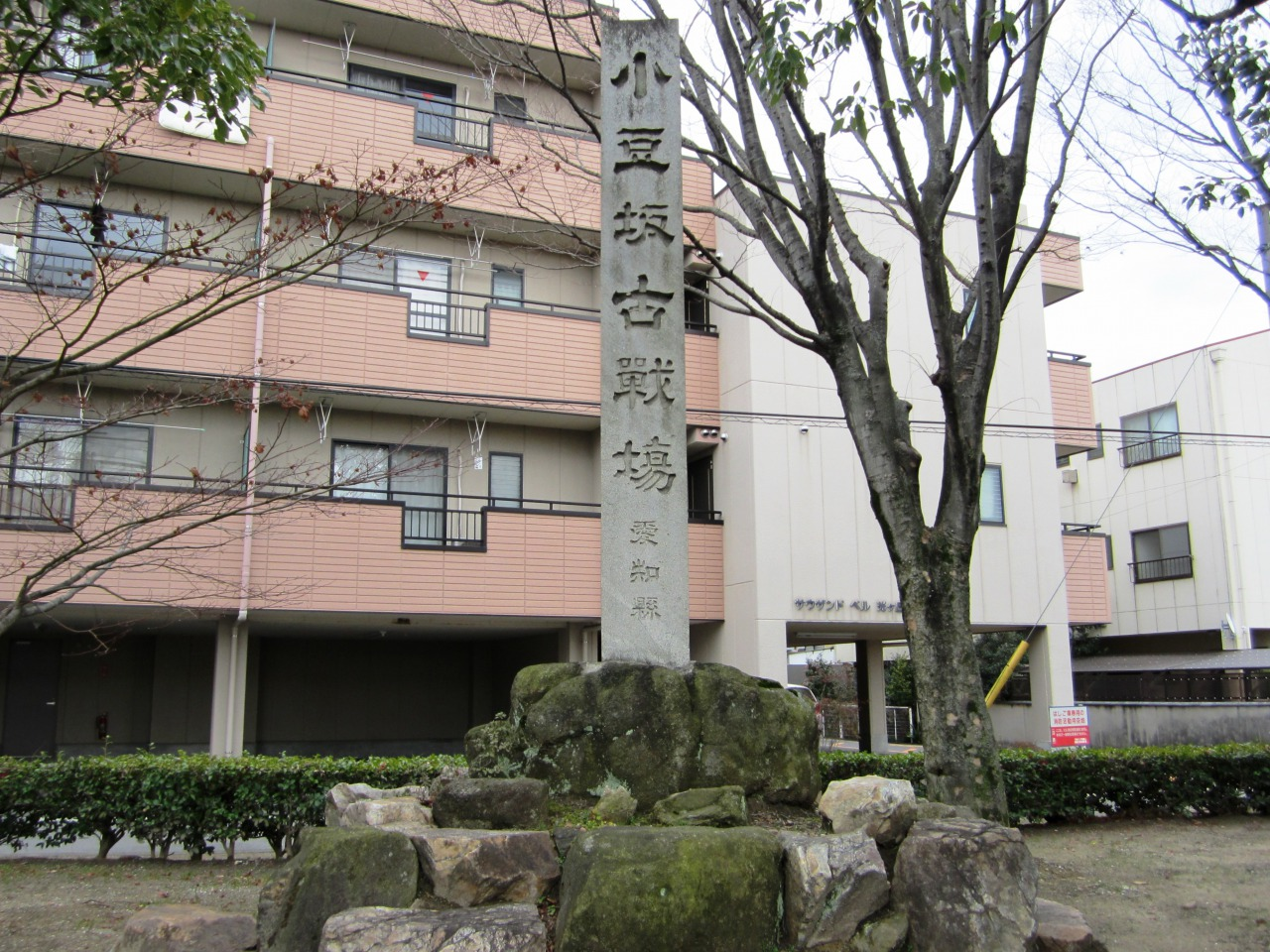
愛知県岡崎市戸崎町字牛転の「小豆坂古戦場跡」

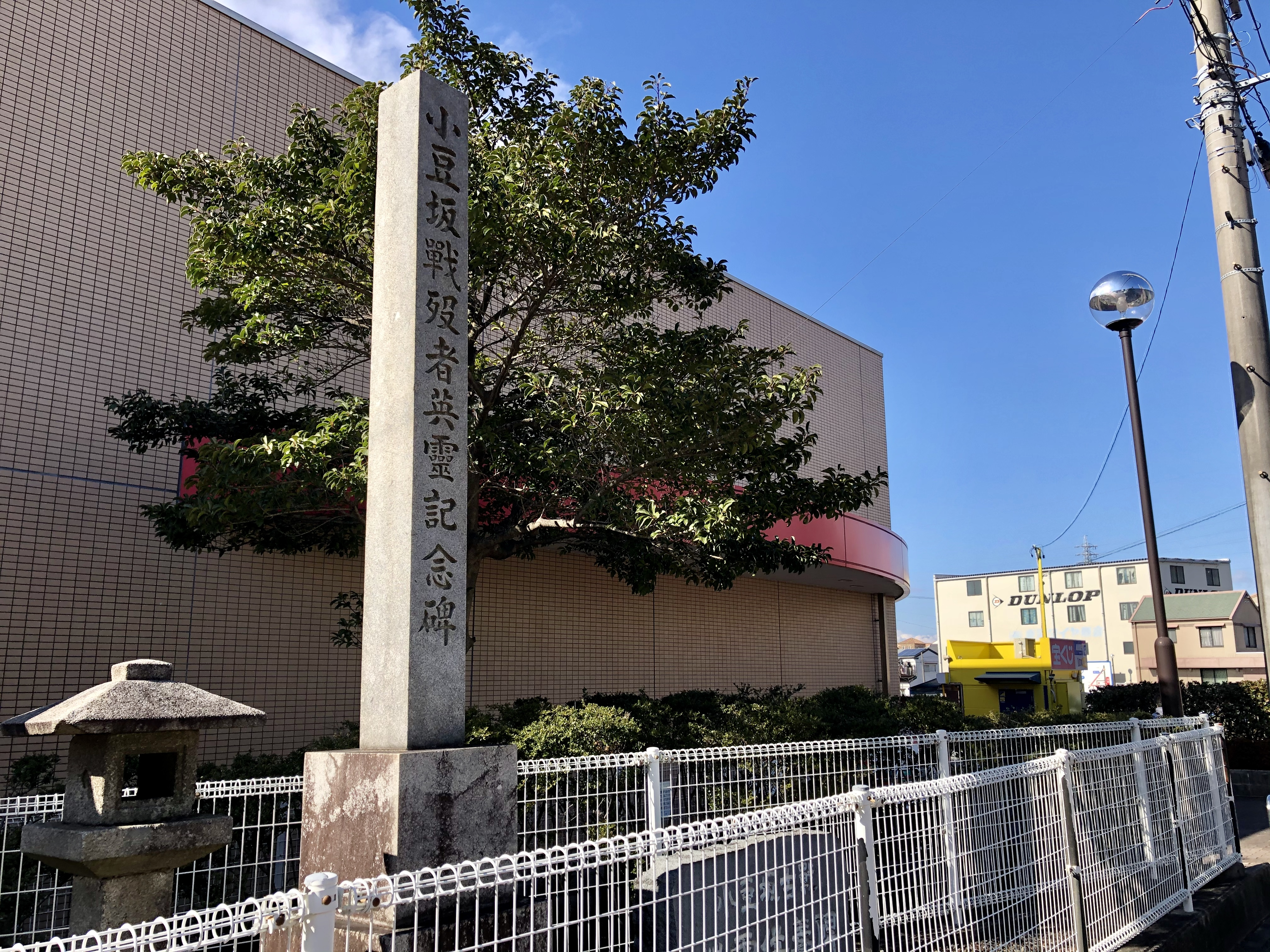
愛知県岡崎市不吹町の「小豆坂戦歿者英霊記念碑」。篤志家が1941年に建立した。

小豆坂の戦い（あずきざかのたたかい）は、岡崎城に近い三河国額田郡小豆坂（現在の愛知県岡崎市字羽根町字小豆坂、同市美合町字小豆坂）で行われた戦国時代の合戦。三河側の今川氏・松平氏連合と、尾張から侵攻してきた織田氏の間で天文11年（1542年）と17年（1548年）の2度にわたって繰り広げられた。
発端は松平氏家中の家督相続をめぐる対立だが、これに領地拡大を図る織田氏と今川氏が介入し、事実上、松平清康の死後勢力の衰えた松平氏に代わる西三河地方の覇権を巡って、織田信秀と今川義元との間で生じた抗争である。

## 合戦に至る背景
- 文中の（ ）の年はユリウス暦、月日は西暦部分を除いて全て和暦、宣明暦の長暦による。

岡崎城主として西三河の平野部を支配していた松平氏は、松平清康の代に三河全域をほぼ平定したが、天文4年（1535年）の森山崩れによって清康が不慮の死を遂げてから一族間の内紛が起こり、動揺していた。やがて清康の嗣子広忠が、東の駿河国・遠江国を支配する今川義元の後援を受けて岡崎城に戻り家督を相続するものの、依然として勢力は不安定だった。
尾張の南部に勢力を広げ、戦国大名化を進めていた織田信秀は天文9年（1540年）に松平氏の弱体化に乗じて西三河の松平氏の重要拠点である安祥城（愛知県安城市）を手中にし、松平氏の本拠である岡崎城の目前である矢作川のすぐ西までその勢力を伸ばしていた。
また、当時の東海道は渡村から矢作川を渡って明大寺方面に通じており、遠回りだったため、上和田から藤川に抜ける間道が使われていた。この間道のうち、丘陵地帯を抜ける坂が小豆坂と呼ばれ、矢作川に抜けようとする今川軍と、馬頭原に抜けようとする織田軍にとって要衝となっていた。

## 第一次合戦
織田信秀の西三河平野部への進出に対し、松平氏を後援しつつ東三河から西三河へと勢力を伸ばしつつあった今川義元は、西三河から織田氏の勢力を駆逐すべく、天文11年（1542年）8月（一説に12月）、大兵を率いて生田原に軍を進めた。一方の織田信秀もこれに対して安祥城を発し、矢作川を渡って対岸の上和田に布陣。同月10日（9月19日）、両軍は岡崎城東南の小豆坂において激突した。
この戦いは、織田方の小豆坂七本槍をはじめとした将士の奮戦によって織田軍の勝利に終わったとされる。また、第一次合戦の今川方大将の「いはら」は庵原であり、太原雪斎のことである。
しかしながら、この第一次合戦については虚構であるという説もある。それは今川氏の東三河進出が天文12年（1543年）以降のことであることによる。また、当時の今川氏は本拠地である駿河国東部でも北条氏と衝突を繰り返していたこと（河東一乱）にも留意する必要がある。

## 第二次合戦
小豆坂の最初の激突の後、織田氏の尾張・三河国境地帯に対する影響力は高まり、天文13年（1544年）には三河国碧海郡の刈谷城（刈谷市）を中心に国境地帯に勢力を持つ国人の水野信元が、岡崎城主・松平広忠の妻・於大の方の兄でありながら松平氏と絶縁し、今川氏を離反して織田氏に従った。また、同じ頃、松平広忠の叔父である信孝が阿部大蔵ら松平氏の重臣との権力争いの末に追放されているが、そもそも広忠と於大の婚姻を取り纏めたのは当時広忠の後見役であった信孝であり、松平氏と水野氏をつなぐ存在であった信孝の追放が絶縁の本当の理由であったとみられている。実際、水野信元と松平信孝の協力関係はその後も続き、松平広忠も水野信元と敵対していた田原城（愛知県田原市）の城主・戸田康光の娘真喜姫と再婚している。
この情勢を受けて、広忠は織田家に対抗し今川家との関係をさらに緊密にするため、嫡子・竹千代（後の徳川家康）を人質として今川氏の本拠・駿府に送ることにした。しかし、天文16年（1547年）、当時6歳の竹千代の身柄は、護送の任にあたった戸田康光の裏切りによって織田方に引き渡されてしまった。織田信秀は人質の竹千代を利用して広忠に対し今川を離反して織田の傘下に入るよう説得したものの、広忠は今川氏を頼って織田氏への徹底抗戦の構えを崩すことはなかった。
同じ頃、信秀は嫡男・信長に斎藤道三の娘・濃姫を娶らせて、累年の敵であった美濃の斎藤氏と和睦を推進した。これにより北の憂いをなくした信秀は改めて東へと目を向け、奪取した安祥城を橋頭堡として、岡崎城の攻略を企図するに至る。
こうして天文17年（1548年）3月、信秀は岡崎城を武力で攻略することをめざし、庶長子信広を先鋒とし4,000余の兵を率いて安祥城から矢作川を渡河、上和田に着陣した。今川義元も松平氏救援のため約1万の兵を太原雪斎を大将、朝比奈泰能を副将として出陣させ、同月19日（4月27日）に織田軍先鋒の信広と接触し小豆坂で合戦となった。
この戦いでは、はじめ今川勢は坂の頂上付近に布陣していたために優勢であったが、信広隊も劣勢を悟って無理をせずに兵を信秀本隊のある盗木の付近まで下げ、本隊と合流して勢いを盛り返した織田方の奮戦によって松平隊が崩され、次第に今川方の敗色が濃くなりつつあった。ところがこの時、伏兵となっていた今川方の部隊が攻勢に転じ、織田本軍に横槍を入れたことで織田勢は総崩れ、再び矢作川を渡って安祥城まで敗走することとなった。
ところで、「松平広忠と岡崎城は今川方にある」ということは、第二次合戦の前提として、これまで全く疑われることがなかった。ところが、越後国本成寺の第九世である日覚（尾張国の出身で、今川氏家臣の鵜殿氏から帰依を受けていた）が残した書状の中に、天文16年（1547年）9月に岡崎城が織田軍に攻め落とされたという記述があることが判明しこれを事実とする説が村岡幹生によって唱えられた。この新説は研究者の中でも支持する動きがあり、更にこの説を発展させて、松平竹千代（徳川家康）は戸田康光の裏切りではなく、広忠自身が降伏の証として織田氏に引き渡したとする説まで出されるようになっている。

### 第二次合戦で岡崎城と松平広忠は織田方であったとする説
前述のように、松平広忠と岡崎城が第二次合戦の半年前に織田方に降伏してしまったとした場合、松平広忠はいつまで織田方にいたのか（反対に言えば今川方に寝返ったのか）によって第二次合戦の解釈が全く違うものになってくる。これについて、村岡幹生は岡崎城が落城したとされる天文16年9月の下旬に発生した渡河原の戦いの段階で広忠と岡崎城が今川方に復帰していた（織田軍が撤退した直後に寝返った）可能性も排除できないとする一方で、第二次合戦当時は広忠も岡崎城も共に織田方で、同合戦での今川氏の勝利後に今川方に復帰した可能性が強いとした。その根拠として、①『三河物語』には松平勢の動向が全く出て来ないこと。②『松平記』でも岡崎衆を率いているのは今川氏家臣の朝比奈信置である。③この岡崎衆が岡崎城から出陣して東から来る今川軍と合流したとすると、西から矢作川を渡ってくる織田軍に岡崎城の留守を狙われることになる。④反対に広忠の部隊が岡崎城にいたとしても小豆坂から岡崎城の傍を通って矢作川を渡って撤退する織田軍を迎撃・追撃した記録がないのは不自然である。⑤以上の点からして、松平広忠及び岡崎城が今川方であるとすると、織田軍に内通したと疑われても仕方がないレベルの背信行為を行っている。として、第二次合戦での岡崎城と松平広忠は織田方についており、今川氏の勝利後に今川方に復帰した可能性が高いとみている。なお、ここで問題になる今川軍にいた「岡崎衆」の存在であるが、村岡は織田軍への降伏を肯んじえずに今川氏を頼って「牢人」となった松平氏家臣であろうと推測する。つまり、この説に基づくと、当時の松平氏は広忠に従って織田氏に降った家臣とそれを拒否して今川氏を頼った家臣に割れていたことになる。
ただ、村岡の岡崎城攻略と松平広忠の織田方へ降伏した説を支持する研究者でも小豆坂の戦い段階では松平広忠が既に今川方に復帰していたとする見解もある。例えば、柴裕之は『武家聞伝記』に天文17年に斎藤利政（道三）の説得によって織田大和守と松平広忠が挙兵したことが記されており、この時に広忠が今川方に接近した結果として小豆坂の戦いが起きたとしている。この説によれば、斎藤道三と松平広忠の同盟の存在とともに、道三の働きかけが第二次合戦の原因の1つであったことになる。

## 小豆坂の戦い後の織田と今川
第二次合戦において今川氏・松平氏連合は勝利を収めはしたが、この合戦のあった天文17年（1548年）に松平広忠が死亡してしまい、松平氏の次期当主である竹千代が織田氏のもとに人質としてある以上、岡崎城は無主の状態になってしまった。そこで翌天文18年（1549年）、太原雪斎は人質交換によって竹千代の身柄を今川氏の保護下に奪還することをねらい、11月8日（11月26日）から9日（11月27日）にかけて今川軍と松平軍を率いて安祥城を攻略、信広を捕虜として、竹千代と交換する交渉に成功した。今川氏はそのまま竹千代を駿府に引き取って松平氏を完全に保護下に置き、西三河の拠点となる岡崎城に今川氏の派遣した代官を置いた。
一方、安祥城の失陥により織田氏の三河進出は挫折に終わり、さらに天文20年（1551年）には織田信秀が病没、後を継いだ信長とその弟・信勝（後の織田信行）間で内紛が起こった。この結果、尾張・三河国境地帯における織田氏の勢力は動揺し、信秀の死に前後して鳴海城・笠寺城（それぞれ名古屋市緑区・南区）を守る山口氏が今川方に投降し、逆に今川氏の勢力が尾張側に食い込むこととなった。
やがて、弟との争いを乗り切った織田信長は尾張の統一を進めて力をつけ笠寺を奪還、さらに鳴海城の周辺に砦を築き、鳴海城に篭った今川方の武将・岡部元信を攻囲するに至る。これに対し、永禄3年（1560年）に今川義元は大軍をもって尾張へ侵攻した。鳴海城をはじめ孤立した今川方の勢力を救援し、国境地帯の争いを劣勢から巻き返そうとした。この戦役において勃発した合戦が桶狭間の戦いであり、主将義元を失った今川軍は三河から急速に勢力を後退させ、かわって松平元康（徳川家康）に率いられた松平氏が再興することになる。まもなく松平氏は織田氏と同盟（清洲同盟）を結んだため、長らく続いた尾張・三河国境地帯の争いは沈静化していった。

## 史跡等
- 血洗池跡 - 池が血に染まったという血洗池跡の東に血洗池跡の碑が立つ（小豆坂古戦場碑の北隣）[11]
- 槍立松跡 - 織田勢の小豆坂七本槍が槍を立てた松の跡に碑が立つ（小豆坂古戦場碑の南隣）[11]
- 小豆坂戦歿者英霊記念碑 - 1841年建立（フィールNEWS店敷地内）[11]
- 馬洗池跡 - 馬を洗ったという馬洗池が1980年に埋め立てられた際に碑を建立[11]
- 血草野 - 第一次合戦で草が血に染まった（岡崎市立小豆坂小学校南の古い地名）[11][12]
- 甲谷 - 第二次合戦で多数の戦死者が出た地[12]
- 足軽塚 - 第二次合戦の戦死者を葬った塚[12]
- 小豆坂古戦場を偲ぶモニュメント - 1997年建立[11]
- 史跡小豆坂古戦場保存伝承会 - 2001年発足[11]